# 6059 Diefenbach
6059 Diefenbach este un asteroid din centura principală de asteroizi.

## Descriere
6059 Diefenbach este un asteroid din centura principală de asteroizi. A fost descoperit pe 11 octombrie 1979 la Observatorul Kleť de Zdeňka Vávrová. Asteroidul prezintă o orbită caracterizată de o semiaxă mare de 2,44 ua, o excentricitate de 0,22 și o înclinație de 2,3° în raport cu ecliptica.